# 日向國
日向國（日语：〔〕／〔〕 Hyūga no kuni */?）是日本古代的令制國之一，屬西海道，又稱日州或向州。其領域大約為現在的宮崎縣。

## 郡
- 臼杵郡
- 兒湯郡
- 那珂郡
- 宮崎郡
- 諸縣郡

## 相關項目
- 日本令制國列表